# ابن يونس الحنبلي
أبو المظفر جلال الدين عبيد الله بن يونس بن أحمد البغدادي الأزجي الحنبلي فقيه حنبلي ووزير عباسي.

## النشأة
تفقه على أبي حكيم النهرواني، وقرأ الأصول والكلام على صدقة بن الحسين، وتلا بالروايات بهمذان على أبي العلاء العطار، وسمع من نصر بن نصر العكبري وجماعة. وروى عنه: أبو الحسن القطيعي، وابن دلف. ثم داخل الكبراء إلى أن توكل لأم الناصر، ثم ترقى أمره.

## الوزارة
أصبح وزيرا للخليفة العباسي الناصر لدين الله سنة ثلاث وثمانين، وأرسل بالجيوش العباسية لحرب السلطان طغرل حاكم همدان، فعمل معه مصافا فانكسر الوزير، وتفلل جمعه، وأسر هو وأخذ إلى توريز ثم هرب إلى الموصل، وجاء بغداد متسترا، ولزم بيته مدة ثم ظهر، فولي نظر الخزانة، ثم الأستاذ دارية في سنة سبع وثمانين، فلما وزر المؤيد ابن القصاب عام تسعين قبض على ابن يونس وسجنه، فلما مات ابن القصاب عام اثنتين، رمي ابن يونس في مطمورة فكان آخر العهد به. قال ابن النجار: «كان يدري الكلام، صنف كتابا في الأصول فسمعه منه الفضلاء».

## وفاته
قيل إنه مات في السرداب في شهر صفر سنة 593 هـ.